# Группа крови (альбом)
«Гру́ппа кро́ви» (укр. «Гру́па кро́ві») — музичний альбом, записаний 1988 року рок-гуртом «Кино». В офіційній дискографії групи альбом знаходиться під 6 номером.

## Історія
Початком роботи над альбом вірно буде назвати 1986 рік. Тоді почали з'являтися пісні з майбутньої програми, Кино їх почали грати на концертах, і їх вперше намагались записати. Однією з перших пісень, створених для «Группы крови», стала пісня «Дальше действовать будем мы». Саме тоді її ранні версії увійшли до дипломних кіноробіт: «Кінець канікул» режисера Сергія Лисенка, та короткометражки «Йя-хха» режисера Рашида Нугманова (який у 1988 році зніме фільм «Голка»).
До стрічки «Кінець канікул» також увійшли пісні записані у 1986 році : О.Вишнею — «Закрой за мной дверь, я ухожу», «Попробуй спеть вместе со мной», у Києві — «Раньше в твоих глазах...», згодом видані на збірці «Кино в кино».
Частина пісень була записана у 1986 році. Деякі з них увійшли в альбом, а інші згодом з'явилися у якості бонус-треків на перевиданому у 1996 році альбомі Ночь; перезаписана на Мосфільмі пісня Группа крови увійшла до збірки Кино в кино.  
Більша частина пісень із альбому виконувалась на концертах у 1987 році. 
Щоби заробляти "на хліб" Цой влаштувався працювати кочегаром в котельню «Камчатка». Робота не займала багато часу, але була дуже важкою фізично.

Надоело ходить на работу,
Каждый день к девяти на работу,
Я нашёл выход — я хочу быть кочегаром, кочегаром, кочегаром!
Я хочу быть кочегаром, кочегаром, кочегаром —
Работать сутки через трое, через трое, через трое.
Я хочу быть кочегаром!
— Частина пісні «Я хочу быть кочегаром!»
В цей час у гурті сталася остання зміна — залишає склад гурту басист-сумісник О.Тітов, залишаючись тільки у гурті Аквариум, натомість з'явився бас-гітарист Ігор Тихомиров з гурту Джунгли. В альбомі він записаний на кількох піснях.
Активна робота над новим альбомом велася паралельно зі зйомками фільму АССА (1987). Основна її частина проходила на квартирі Гур'янова. Гур'янов і Каспарян мешкали недалеко один від одного, у Купчино — спальному районі Ленінграда. Цой в цей час жив то в одного, то в другого, але здебільшого у Гур'янова.

## Обкладинка
Обкладинкою альбому вирішено було взяти плакат Казимира Малевича до німого фільму Фріца Ланга «Доктор Мабузе — гравець і вставити в нього назву гурту. Виконав цю роботу друг музикантів Андрій Крисанов. За роботою слідкували Віктор та Георгій. Крисанов відразу намалював варіант, який схвалив увесь гурт.

## Список композицій
Автор музики і слів — Виктор Цой. 
| #   | Назва                           | Тривалість |
| --- | ------------------------------- | ---------- |
| 1.  | «Группа крови»                  | 4:45       |
| 2.  | «Закрой за мной дверь, я ухожу» | 4:15       |
| 3.  | «Война»                         | 4:04       |
| 4.  | «Спокойная ночь»                | 6:07       |
| 5.  | «Мама, мы все тяжело больны»    | 4:06       |
| 6.  | «Бошетунмай»                    | 4:09       |
| 7.  | «В наших глазах»                | 3:34       |
| 8.  | «Попробуй спеть вместе со мной» | 4:35       |
| 9.  | «Прохожий»                      | 3:39       |
| 10. | «Дальше действовать будем мы»   | 3:53       |
| 11. | «Легенда»                       | 4:10       |

## Запис альбому
Альбом записано в домашній студії і на студії Яншива в 1986 — 1988 роках.
- Віктор Цой — вокал, ритм-гітара;
- Юрій Каспарян — соло-гітара;
- Ігор Тихомиров — бас-гітара;
- Георгій Гур'янов — програмування драм-машини Yamaha RX-11, бас-гітара, бек-вокал;
- Андрій Сигле — клавішні;
- Ігор Веричев — шуми (9 трек);
- Вишня Олексій Федорович — зведення;